# St. Patricks River (Big River)
Der Saint Patricks River ist ein Fluss im östlichen Gippsland im Osten des australischen Bundesstaates Victoria.
Er entspringt an den hängen des  Mount Jack, fließt von dort in nördlicher Richtung und mündet in den Big River.